# 萬力

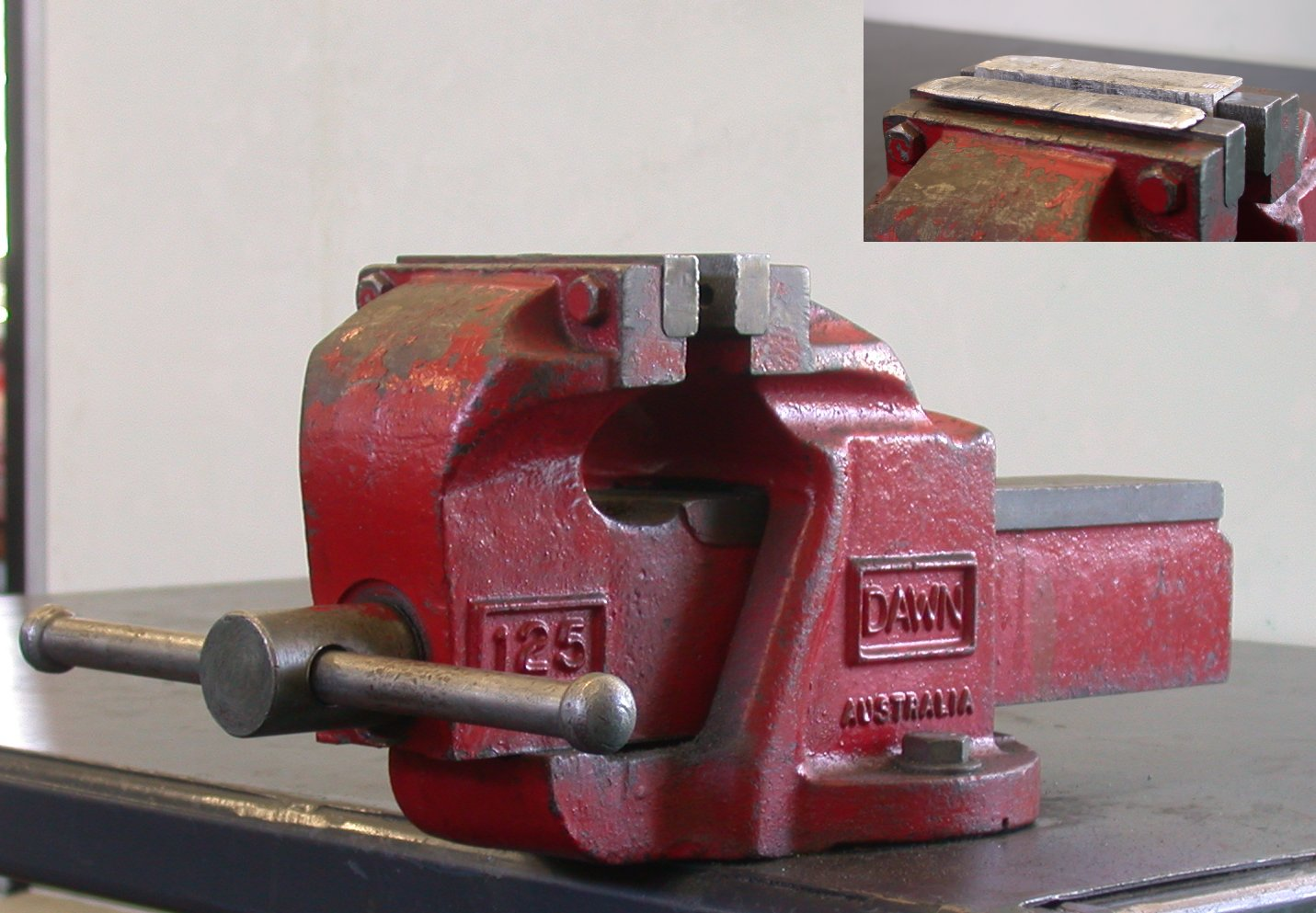
水平式老虎鉗（方方正正的機身））

萬力，又稱虎鉗、台钳，是一個將工作物夾住方便加工的工具，工作物本身在加工時還可以改變施加的壓力和固定。萬力應用的是螺旋機制。

## 類型

### 水平式萬力

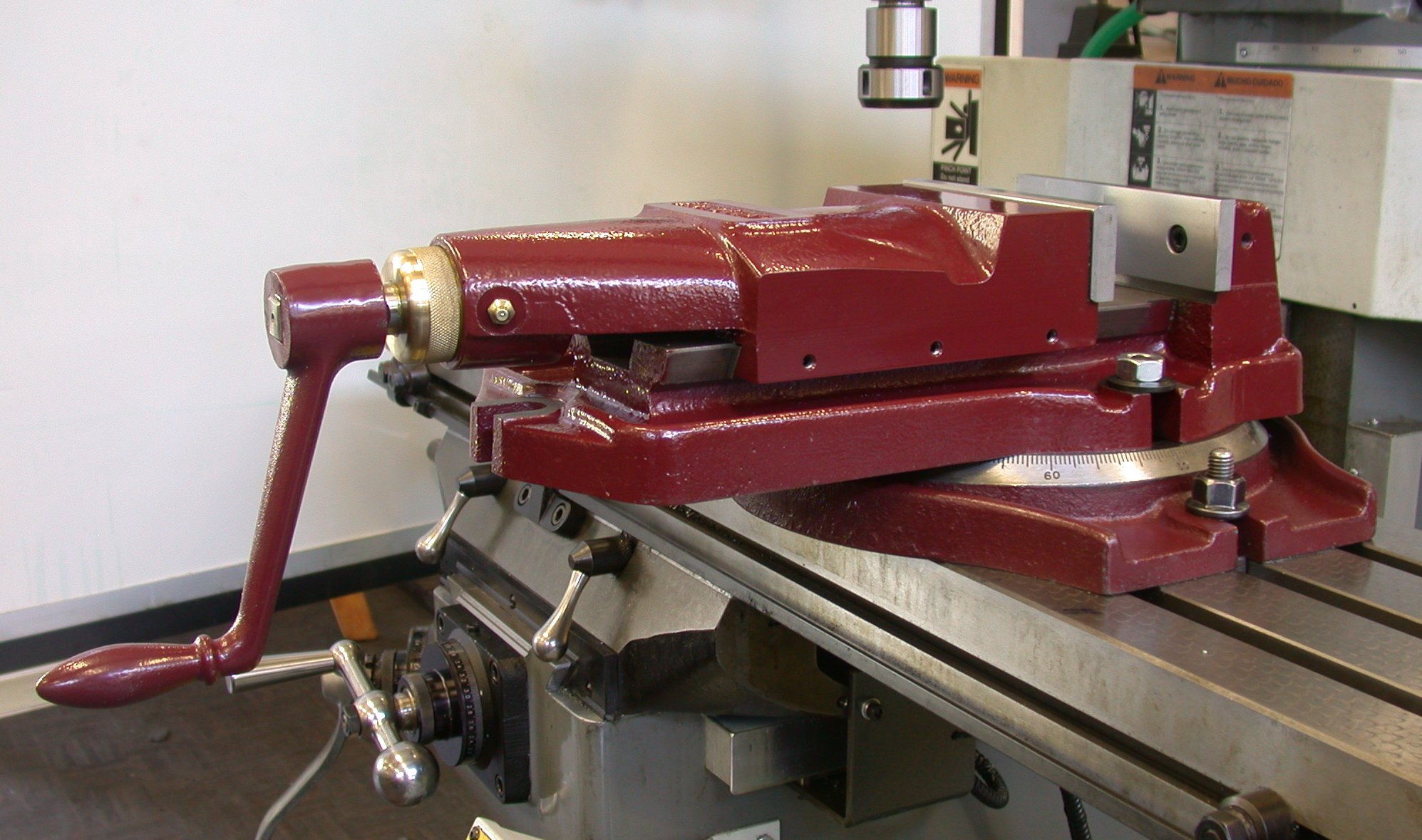
固定在銑床上

水平式萬力，固定在工作桌上，無法隨時取下，用螺栓安裝。每個工廠都會有一副。

### 銑床
銑床萬力，固定在銑床上，可以隨時取下。

### C型夾

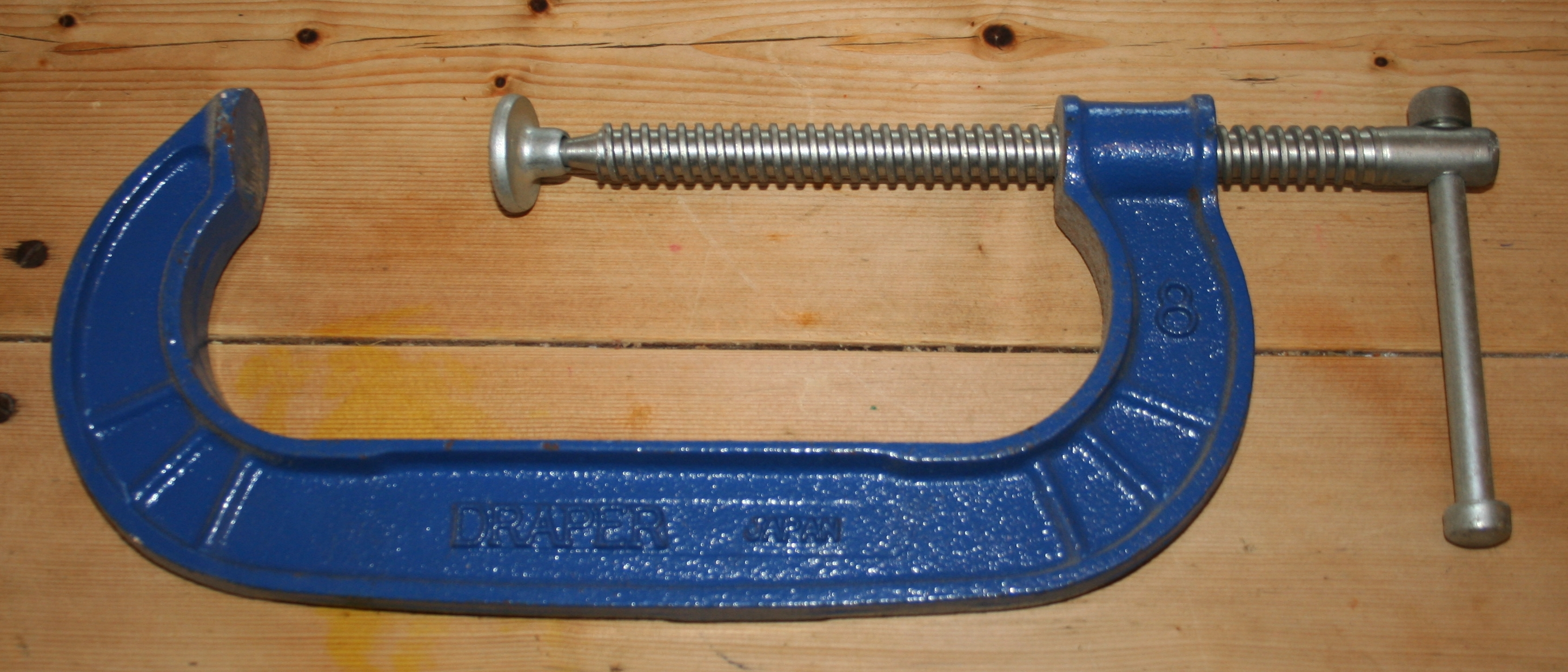
C型夾

C型夾（臺語俗稱：猴），利用擰緊螺絲桿，達到臨時固定在工作桌上，可以隨時取下。